# Sowjetischer Fußballpokal 1962
Der Sowjetische Fußballpokal 1962 war die 21. Austragung des sowjetischen Pokalwettbewerbs der Männer. Pokalsieger wurde Titelverteidiger Schachtjor Donezk. Das Team setzte sich im Finale gegen Zweitligist Snamja Truda Orechowo-Sujewo durch.

## Modus
Die 146 Zweitligisten wurden in acht Zonen unterteilt. Aus den Zonen 1 bis 7 qualifizierte sich ein Team, in der Zone Ukraine dagegen zwei Teams für die Finalrunde. Dort stiegen 21 der 22 Erstligisten ein. Der amtierende Meister der Saison 1961 stieg eine Runde später ein.
Alle Begegnungen wurden in einem Spiel entschieden. Stand es nach regulärer Spielzeit unentschieden, wurde das Spiel um zweimal 15 Minuten verlängert. Stand danach kein Sieger fest, wurde die Begegnung am folgenden Tag an gleicher Stelle wiederholt.

## Teilnehmende Teams
| Klass A (22) | Klass B (146) | Klass B (146) | Klass B (146) | Klass B (146) |
| Klass A (22) | Zone Russland 1 (16) | Zone Russland 2 (16) | Zone Russland 3 (15) | Zone Russland 4 (16) |
| --- | --- | --- | --- | --- |
| - Dynamo Moskau - Lokomotive Moskau - Spartak Moskau - Torpedo Moskau - ZSKA Moskau - Awangard Charkow - Belarus Minsk - Daugava Riga - Dynamo Kiew - Dynamo Leningrad - Dinamo Tiflis - Kairat Alma-Ata - Krylja Sowetow Kuibyschew - Moldova Kischinjow - Neftjanik Baku - Pachtakor Taschkent - Schachtjor Donezk - Spartak Jerewan - SKA Rostow - Torpedo Kutaissi - Zenit Leningrad - FK Žalgiris Vilnius | - Dynamo Brjansk - Chimik Nowomoskowsk - Metallurg Tscherepowez - Oneschez Petrosawodsk - Raketa Gorki - Schinnik Jaroslawl - Snamja Truda Orechowo-Sujewo - Spartak Leningrad - Sputnik Kaluga - Tekstilschtschik Iwanowo - Textilschtschik Kostroma - Tralflotowez Murmansk - Schachtjor Tula - Wolna Dserschinsk - Wympel Kaliningrad - Wolga Kalinin                                                                                    | - Baltika Kaliningrad - Lokomotive Orjol - Sarja Pensa - Sokol Saratow - Spartak Rjasan - Stroitel Saransk - Spartak Smolensk - Spartak Tambow - Team Serpuchow - Torpedo Lipezk - Torpedo Pawlowo - Tschaika Gorki - Trud Noginsk - Trudowyje Reserwy Kursk - Trud Woronesch - Traktor Wladimir                                                                                       | - Dynamo Machatschkala - Dynamo Stawropol - Energija Wolschski - Rostselmasch Rostow - Schachtjor Schachty - Spartak Krasnodar - Spartak Naltschik - Spartak Ordschonikidse - Terek Grosny - Torpedo Armawir - Torpedo Taganrog - Traktor Wolgograd - Trudowyje Reserwy Kislowodsk - Wolgar Astrachan - Zement Noworossijsk | - Chimik Beresniki - Dynamo Kirow - Geolog Tjumen - Iskra Kasan - Lokomotive Orenburg - Lokomotive Tscheljabinsk - Metallurg Magnitogorsk - Neftjanik Sysran - Stroitel Kurgan - Stroitel Ufa - Swesda Perm - Trud Joschkar-Ola - Uralez Nischni Tagil - Uralmasch Swerdlowsk - Wolga Uljanowsk - Zenit Ischewsk |
| Klass B (146) | | | | |
| Zone Russland 5 (15) | Zone Ukraine (39) | Zone Ukraine (39) | Zone Unionsrepubliken 1 (15) | Zone Unionsrepubliken 2 (14) |
| - Amur Blagoweschtschensk - Angara Irkutsk - Awangard Komsomolsk - Baikal Ulan-Ude - Chimik Kemerowo - Irtysch Omsk - Lokomotive Krasnojarsk - Lutsch Wladiwostok - Metallurg Nowokusnezk - Sabaikalez Tschita - Schachtjor Prokopjewsk - SKA Chabarowsk - SKA Nowosibirsk - Temp Barnaul - Tomitsch Tomsk | - Arsenal Kiew - Asowstal Schdanow - Awangard Kramatorsk - Gornjak Kriwoi Rog - Awangard Scholtyje Wody - Awangard Simferopol - Awangard Sumy - Awangard Ternopol - Awangard Tschernowzy - Chimik Sewerodonezk - Desna Tschernigow - Dnjeprovez Dnjeprodserschinsk - Dnjepr Dnjepropetrowsk - Dynamo Chmelnizki - Dinamo Kirowabad - Lokomotive Donezk - Lokomotive Winniza - Metallurg Saporoschje - Kolchosnik Rowno - Kolchosnik Poltawa | - Kolchosnik Tscherkassy - Majak Cherson - Neftjanik Drogobytsch - Polissja Schitomir - Schachtjor Gorlowka - Schachtjor Alexandrija - Schachtjor Kadijiwka - SKA Kiew - SKA Lwow - SKA Odessa - SKF Sewastopol - Spartak Stanislaw - Sudostroitel Nikolajew - Torpedo Charkow - Trudowyje Reserwy Lugansk - Trubnik Nikopol - Tschernomorez Odessa - Werhowyna Uschgorod - Wolyn Luzk | - Banga Kaunas - Chimik Mogiljow - Dinamo Suchum - Krasnoje snamja Witebsk - Lokomotive Gomel - Lokomotive Tiflis - Nairi Jerewan - Neftjanje Kamni Baku - Nistrul Bender - Pischtschewik Tiraspol - Schirak Leninakan - SKA Minsk - Spartak Brest - JK Tallinna Kalev - Zvejnieks Liepāja                                  | - Alga Frunse - Chimik Tschirtschik - Dinamo Batumi - Dinamo Kirowabad - Energetik Duschanbe - Kolchida Poti - Lori Kirowakan - Metallist Dschambul - Metallurg Rustawi - Metallurg Schymkent - Neftjanik Fergana - Pachtakor Taschkent - Schachtjor Karaganda - Stroitel Aschchabat                             |

## Vorrunde

### Zone Russland 1

#### Achtelfinale
| Datum      |                              | Ergebnis |                       |
| ---------- | ---------------------------- | -------- | --------------------- |
| 09.05.1962 | Dynamo Brjansk               | 0:3      | Wympel Kaliningrad    |
| 09.05.1962 | Metallurg Tscherepowez       | 4:1      | Wolna Dserschinsk     |
| 09.05.1962 | Spartak Leningrad            | 5:1      | Oneschez Petrosawodsk |
| 09.05.1962 | Sputnik Kaluga               | 1:0      | Raketa Gorki          |
| 09.05.1962 | Tekstilschtschik Iwanowo     | 2:1      | Chimik Nowomoskowsk   |
| 09.05.1962 | Textilschtschik Kostroma     | 2:1      | Schachtjor Tula       |
| 09.05.1962 | Tralflotowez Murmansk        | 1:0      | Schinnik Jaroslawl    |
| 09.05.1962 | Snamja Truda Orechowo-Sujewo | 2:0      | Wolga Kalinin         |

#### Viertelfinale
| Datum      |                              | Ergebnis  |                          |
| ---------- | ---------------------------- | --------- | ------------------------ |
| 16.05.1962 | Sputnik Kaluga               | 1:0       | Tralflotowez Murmansk    |
| 16.05.1962 | Textilschtschik Kostroma     | 0:2       | Spartak Leningrad        |
| 16.05.1962 | Wympel Kaliningrad           | 2:1       | Metallurg Tscherepowez   |
| 16.05.1962 | Snamja Truda Orechowo-Sujewo | 4:2 n. V. | Tekstilschtschik Iwanowo |

#### Halbfinale
| Datum      |                              | Ergebnis |                    |
| ---------- | ---------------------------- | -------- | ------------------ |
| 23.05.1962 | Spartak Leningrad            | 0+:- 1   | Wympel Kaliningrad |
| 23.05.1962 | Snamja Truda Orechowo-Sujewo | 4:0      | Sputnik Kaluga     |

#### Finale
| Datum      |                              | Ergebnis |                   |
| ---------- | ---------------------------- | -------- | ----------------- |
| 05.06.1962 | Snamja Truda Orechowo-Sujewo | 5:0      | Spartak Leningrad |

### Zone Russland 2

#### Achtelfinale
| Datum      |                         | Ergebnis |                  |
| ---------- | ----------------------- | -------- | ---------------- |
| 09.05.1962 | Baltika Kaliningrad     | 1:0      | Lokomotive Orjol |
| 09.05.1962 | Team Serpuchow          | 2:0      | Spartak Smolensk |
| 09.05.1962 | Spartak Rjasan          | 3:0      | Torpedo Lipezk   |
| 09.05.1962 | Stroitel Saransk        | 0:2      | Sarja Pensa      |
| 09.05.1962 | Traktor Wladimir        | 4:1      | Tschaika Gorki   |
| 09.05.1962 | Trud Noginsk            | 2:0      | Spartak Tambow   |
| 09.05.1962 | Trud Woronesch          | 1:0      | Torpedo Pawlowo  |
| 09.05.1962 | Trudowyje Reserwy Kursk | 5:2      | Sokol Saratow    |

#### Viertelfinale
| Datum      |                     | Ergebnis  |                         |
| ---------- | ------------------- | --------- | ----------------------- |
| 16.05.1962 | Baltika Kaliningrad | 1:0 n. V. | Trudowyje Reserwy Kursk |
| 16.05.1962 | Traktor Wladimir    | 4:3       | Spartak Rjasan          |
| 16.05.1962 | Trud Noginsk        | 1:0       | Team Serpuchow          |
| 16.05.1962 | Sarja Pensa         | 0:2       | Trud Woronesch          |

#### Halbfinale
| Datum      |                | Ergebnis |                     |
| ---------- | -------------- | -------- | ------------------- |
| 22.05.1962 | Trud Noginsk   | 3:2      | Traktor Wladimir    |
| 22.05.1962 | Trud Woronesch | 1:0      | Baltika Kaliningrad |

#### Finale
| Datum      |                | Ergebnis |              |
| ---------- | -------------- | -------- | ------------ |
| 30.05.1962 | Trud Woronesch | 1:0      | Trud Noginsk |

### Zone Russland 3

#### Achtelfinale
| Datum      |                              | Ergebnis  |                      |
| ---------- | ---------------------------- | --------- | -------------------- |
| 13.05.1962 | Rostselmasch Rostow          | 2:1       | Torpedo Armawir      |
| 13.05.1962 | Spartak Ordschonikidse       | 0:0 n. V. | Terek Grosny         |
| 15.05.1962 | Schachtjor Schachty          | 1:0       | Dynamo Stawropol     |
| 15.05.1962 | Spartak Naltschik            | 4:1       | Dynamo Machatschkala |
| 15.05.1962 | Torpedo Taganrog             | 1:0       | Energija Wolschski   |
| 15.05.1962 | Trudowyje Reserwy Kislowodsk | 0:2       | Traktor Wolgograd    |
| 15.05.1962 | Wolgar Astrachan             | 2:0       | Spartak Krasnodar    |

##### Wiederholungsspiel
| Datum      |                        | Ergebnis |              |
| ---------- | ---------------------- | -------- | ------------ |
| 14.05.1962 | Spartak Ordschonikidse | 3:2      | Terek Grosny |

#### Viertelfinale
| Datum      |                     | Ergebnis  |                        |
| ---------- | ------------------- | --------- | ---------------------- |
| 23.05.1962 | Schachtjor Schachty | 2:1 n. V. | Spartak Ordschonikidse |
| 23.05.1962 | Spartak Naltschik   | 1:0       | Zement Noworossijsk    |
| 23.05.1962 | Torpedo Taganrog    | 2:2 n. V. | Rostselmasch Rostow    |
| 23.05.1962 | Traktor Wolgograd   | 1:1 n. V. | Wolgar Astrachan       |

##### Wiederholungsspiele
| Datum      |                   | Ergebnis |                     |
| ---------- | ----------------- | -------- | ------------------- |
| 24.05.1962 | Torpedo Taganrog  | 3:0      | Rostselmasch Rostow |
| 24.05.1962 | Traktor Wolgograd | 3:2      | Wolgar Astrachan    |

#### Halbfinale
| Datum      |                     | Ergebnis |                   |
| ---------- | ------------------- | -------- | ----------------- |
| 30.05.1962 | Schachtjor Schachty | 3:2      | Traktor Wolgograd |
| 30.05.1962 | Torpedo Taganrog    | 1:0      | Spartak Naltschik |

#### Finale
| Datum      |                  | Ergebnis |                     |
| ---------- | ---------------- | -------- | ------------------- |
| 03.06.1962 | Torpedo Taganrog | 3:1      | Schachtjor Schachty |

### Zone Russland 4

#### Achtelfinale
| Datum      |                          | Ergebnis |                        |
| ---------- | ------------------------ | -------- | ---------------------- |
| 20.05.1962 | Dynamo Kirow             | 2:1      | Wolga Uljanowsk        |
| 20.05.1962 | Lokomotive Tscheljabinsk | 2:1      | Chimik Beresniki       |
| 20.05.1962 | Lokomotive Orenburg      | 3:2      | Metallurg Magnitogorsk |
| 20.05.1962 | Neftjanik Sysran         | 3:1      | Stroitel Ufa           |
| 20.05.1962 | Stroitel Kurgan          | 2:5      | Swesda Perm            |
| 20.05.1962 | Trud Joschkar-Ola        | 1:5      | Iskra Kasan            |
| 20.05.1962 | Uralmasch Swerdlowsk     | 2:1      | Geolog Tjumen          |
| 20.05.1962 | Zenit Ischewsk           | 5:1      | Uralez Nischni Tagil   |

#### Viertelfinale
| Datum      |                     | Ergebnis |                          |
| ---------- | ------------------- | -------- | ------------------------ |
| 23.05.1962 | Dynamo Kirow        | 1:0      | Zenit Ischewsk           |
| 23.05.1962 | Iskra Kasan         | 0:1      | Lokomotive Tscheljabinsk |
| 23.05.1962 | Lokomotive Orenburg | 0:4      | Uralmasch Swerdlowsk     |
| 23.05.1962 | Swesda Perm         | 3:1      | Neftjanik Sysran         |

#### Halbfinale
| Datum      |                          | Ergebnis |                      |
| ---------- | ------------------------ | -------- | -------------------- |
| 30.05.1962 | Lokomotive Tscheljabinsk | 2:1      | Uralmasch Swerdlowsk |
| 30.05.1962 | Swesda Perm              | 4:3      | Dynamo Kirow         |

#### Finale
| Datum      |                          | Ergebnis |             |
| ---------- | ------------------------ | -------- | ----------- |
| 06.06.1962 | Lokomotive Tscheljabinsk | 1:0      | Swesda Perm |

### Zone Russland 5

#### Achtelfinale
| Datum      |                         | Ergebnis |                        |
| ---------- | ----------------------- | -------- | ---------------------- |
| 09.05.1962 | Amur Blagoweschtschensk | 1:3      | SKA Nowosibirsk        |
| 09.05.1962 | Angara Irkutsk          | 3:0      | Schachtjor Prokopjewsk |
| 09.05.1962 | Awangard Komsomolsk     | 0:1      | Temp Barnaul           |
| 09.05.1962 | Baikal Ulan-Ude         | 3:1      | Metallurg Nowokusnezk  |
| 09.05.1962 | Lokomotive Krasnojarsk  | 3:1      | Tomitsch Tomsk         |
| 09.05.1962 | Lutsch Wladiwostok      | 0:2      | SKA Chabarowsk         |
| 09.05.1962 | Sabaikalez Tschita      | 0:3      | Chimik Kemerowo        |

#### Viertelfinale
| Datum      |                        | Ergebnis |                 |
| ---------- | ---------------------- | -------- | --------------- |
| 24.05.1962 | Angara Irkutsk         | 5:0      | Baikal Ulan-Ude |
| 24.05.1962 | Lokomotive Krasnojarsk | 2:0      | Irtysch Omsk    |
| 24.05.1962 | SKA Nowosibirsk        | 3:1      | Chimik Kemerowo |
| 24.05.1962 | Temp Barnaul           | 5:3      | SKA Chabarowsk  |

#### Halbfinale
| Datum      |                        | Ergebnis |                |
| ---------- | ---------------------- | -------- | -------------- |
| 30.05.1962 | Lokomotive Krasnojarsk | 3:1      | Angara Irkutsk |
| 30.05.1962 | SKA Nowosibirsk        | 3:0      | Temp Barnaul   |

#### Finale
| Datum      |                 | Ergebnis |                        |
| ---------- | --------------- | -------- | ---------------------- |
| 05.06.1962 | SKA Nowosibirsk | 6:1      | Lokomotive Krasnojarsk |

### Zone Ukraine

#### 1. Runde
| Datum      |                         | Ergebnis |                       |
| ---------- | ----------------------- | -------- | --------------------- |
| 22.04.1962 | Awangard Scholtyje Wody | 3:2      | Dynamo Chmelnizki     |
| 22.04.1962 | Dinamo Kirowabad        | 4:1      | Trubnik Nikopol       |
| 22.04.1962 | Dnjepr Dnjepropetrowsk  | 2:1      | Lokomotive Donezk     |
| 22.04.1962 | Kolchosnik Tscherkassy  | 1:0      | Awangard Tschernowzy  |
| 22.04.1962 | Spartak Stanislaw       | 3:1      | Neftjanik Drogobytsch |
| 22.04.1962 | Torpedo Charkow         | 2:1      | Awangard Simferopol   |
| 24.04.1962 | Schachtjor Gorlowka     | 4:3      | Awangard Kramatorsk   |

#### Achtelfinale
| Datum      |                               | Ergebnis  |                         |
| ---------- | ----------------------------- | --------- | ----------------------- |
| 06.05.1962 | Awangard Ternopol             | 2:1       | Werhowyna Uschgorod     |
| 06.05.1962 | Asowstal Schdanow             | 1:0       | SKA Lwow                |
| 06.05.1962 | Tschernomorez Odessa          | 2:1       | Awangard Sumy           |
| 06.05.1962 | Dnjeprovez Dnjeprodserschinsk | 1:4       | Lokomotive Winniza      |
| 06.05.1962 | Kolchosnik Tscherkassy        | 1:1 n. V. | Dnjepr Dnjepropetrowsk  |
| 06.05.1962 | Kolchosnik Poltawa            | 1:0       | Torpedo Charkow         |
| 06.05.1962 | Majak Cherson                 | 1:0       | Desna Tschernigow       |
| 06.05.1962 | Metallurg Saporoschje         | 2:0       | Arsenal Kiew            |
| 06.05.1962 | Schachtjor Alexandrija        | 4:3 n. V. | Kolchosnik Rowno        |
| 06.05.1962 | Schachtjor Gorlowka           | 3:1       | Dinamo Kirowabad        |
| 06.05.1962 | Schachtjor Kadijiwka          | 3:0       | Chimik Sewerodonezk     |
| 06.05.1962 | SKA Kiew                      | 1:0       | Polissja Schitomir      |
| 06.05.1962 | SKF Sewastopol                | 1:3       | SKA Odessa              |
| 06.05.1962 | Spartak Stanislaw             | 1:1 n. V. | Awangard Scholtyje Wody |
| 06.05.1962 | Sudostroitel Nikolajew        | 2:0       | Wolyn Luzk              |
| 06.05.1962 | Trudowyje Reserwy Lugansk     | 1:0       | Gornjak Kriwoi Rog      |

##### Wiederholungsspiele
| Datum      |                        | Ergebnis     |                         |
| ---------- | ---------------------- | ------------ | ----------------------- |
| 07.05.1962 | Kolchosnik Tscherkassy | 1:1 n. V.    | Dnjepr Dnjepropetrowsk  |
| 07.05.1962 | Spartak Stanislaw      | 3:0          | Awangard Scholtyje Wody |
| 18.05.1962 | Kolchosnik Tscherkassy | (L)0:0 n. V. | Dnjepr Dnjepropetrowsk  |

#### Viertelfinale
| Datum      |                        | Ergebnis  |                           |
| ---------- | ---------------------- | --------- | ------------------------- |
| 21.05.1962 | Awangard Ternopol      | 2:1       | Majak Cherson             |
| 21.05.1962 | Tschernomorez Odessa   | 1:0       | Asowstal Schdanow         |
| 21.05.1962 | Kolchosnik Poltawa     | 0:2       | Kolchosnik Tscherkassy    |
| 21.05.1962 | Metallurg Saporoschje  | 2:1       | Schachtjor Alexandrija    |
| 21.05.1962 | Schachtjor Kadijiwka   | 1:2       | SKA Kiew                  |
| 21.05.1962 | SKA Odessa             | 3:2 n. V. | Trudowyje Reserwy Lugansk |
| 21.05.1962 | Spartak Stanislaw      | 1:0       | Schachtjor Gorlowka       |
| 21.05.1962 | Sudostroitel Nikolajew | 1:1 n. V. | Lokomotive Winniza        |

##### Wiederholungsspiel
| Datum      |                        | Ergebnis |                    |
| ---------- | ---------------------- | -------- | ------------------ |
| 22.05.1962 | Sudostroitel Nikolajew | 2:0      | Lokomotive Winniza |

#### Halbfinale
| Datum      |                        | Ergebnis |                        |
| ---------- | ---------------------- | -------- | ---------------------- |
| 03.06.1962 | Awangard Ternopol      | 1:2      | Tschernomorez Odessa   |
| 03.06.1962 | SKA Kiew               | 2:1      | Metallurg Saporoschje  |
| 03.06.1962 | Spartak Stanislaw      | 1:2      | SKA Odessa             |
| 03.06.1962 | Sudostroitel Nikolajew | 3:1      | Kolchosnik Tscherkassy |

#### Finale
| Datum      |                      | Ergebnis |                        |
| ---------- | -------------------- | -------- | ---------------------- |
| 08.06.1962 | Tschernomorez Odessa | 3:0      | Sudostroitel Nikolajew |
| 08.06.1962 | SKA Odessa           | 5:1      | SKA Kiew               |

### ZoneUnionsrepubliken1

#### Achtelfinale
| Datum      |                         | Ergebnis |                   |
| ---------- | ----------------------- | -------- | ----------------- |
| 13.05.1962 | Chimik Mogiljow         | 2:1      | SKA Minsk         |
| 13.05.1962 | Krasnoje snamja Witebsk | 2:1      | Schirak Leninakan |
| 13.05.1962 | Nairi Jerewan           | 2:0      | Dinamo Suchum     |
| 13.05.1962 | Neftjanje Kamni Baku    | 1:0      | JK Tallinna Kalev |
| 13.05.1962 | Pischtschewik Tiraspol  | 2:1      | Lokomotive Tiflis |
| 13.05.1962 | Spartak Brest           | 1:2      | Lokomotive Gomel  |
| 13.05.1962 | Zvejnieks Liepāja       | 1:0      | Nistrul Bender    |

#### Viertelfinale
| Datum      |                         | Ergebnis |                        |
| ---------- | ----------------------- | -------- | ---------------------- |
| 22.05.1962 | Banga Kaunas            | 2:1      | Neftjanje Kamni Baku   |
| 22.05.1962 | Chimik Mogiljow         | 0:1      | Nairi Jerewan          |
| 22.05.1962 | Krasnoje snamja Witebsk | 0+:- 2   | Zvejnieks Liepāja      |
| 22.05.1962 | Lokomotive Gomel        | 3:0      | Pischtschewik Tiraspol |

#### Halbfinale
| Datum      |                         | Ergebnis |               |
| ---------- | ----------------------- | -------- | ------------- |
| 30.05.1962 | Lokomotive Gomel        | 1:0      | Banga Kaunas  |
| 10.06.1962 | Krasnoje snamja Witebsk | 1:0      | Nairi Jerewan |

#### Finale
| Datum      |                  | Ergebnis |                         |
| ---------- | ---------------- | -------- | ----------------------- |
| 14.06.1962 | Lokomotive Gomel | 4:0      | Krasnoje snamja Witebsk |

### Zone Unionsrepubliken 2

#### Achtelfinale
| Datum      |                      | Ergebnis  |                     |
| ---------- | -------------------- | --------- | ------------------- |
| 10.05.1962 | Alga Frunse          | 3:0       | Chimik Tschirtschik |
| 10.05.1962 | Pachtakor Taschkent  | 3:3 n. V. | Dinamo Batumi       |
| 12.05.1962 | Neftjanik Fergana    | 3:1       | Energetik Duschanbe |
| 12.05.1962 | Schachtjor Karaganda | 1:0       | Lori Kirowakan      |
| 13.05.1962 | Metallurg Schymkent  | 3:0       | Kolchida Poti       |
| 13.05.1962 | Metallurg Rustawi    | 2:0       | Metallist Dschambul |

##### Wiederholungsspiel
| Datum      |                     | Ergebnis |               |
| ---------- | ------------------- | -------- | ------------- |
| 11.05.1962 | Pachtakor Taschkent | 1:2      | Dinamo Batumi |

#### Viertelfinale
| Datum      |                     | Ergebnis |                      |
| ---------- | ------------------- | -------- | -------------------- |
| 22.05.1962 | Dinamo Batumi       | 0:1      | Metallurg Rustawi    |
| 22.05.1962 | Dinamo Kirowabad    | 1:0      | Neftjanik Fergana    |
| 22.05.1962 | Metallurg Schymkent | 0:3      | Alga Frunse          |
| 22.05.1962 | Stroitel Aschchabat | 4:1      | Schachtjor Karaganda |

#### Halbfinale
| Datum      |                   | Ergebnis |                     |
| ---------- | ----------------- | -------- | ------------------- |
| 31.05.1962 | Dinamo Kirowabad  | 2:0      | Alga Frunse         |
| 03.06.1962 | Metallurg Rustawi | 4:2      | Stroitel Aschchabat |

#### Finale
| Datum      |                  | Ergebnis |                   |
| ---------- | ---------------- | -------- | ----------------- |
| 17.06.1962 | Dinamo Kirowabad | 2:0      | Metallurg Rustawi |

## Finalrunde

### 1. Runde
Teilnehmer: Die 9 Finalsieger aus den acht Zonen, sowie die 21 der 22 Erstligisten.
| Datum      |                              | Ergebnis  |                     |
| ---------- | ---------------------------- | --------- | ------------------- |
| 09.06.1962 | Spartak Moskau               | 3:0       | ZSKA Moskau         |
| 16.06.1962 | SKA Odessa                   | 2:1       | Kairat Alma-Ata     |
| 17.06.1962 | Belarus Minsk                | 3:0       | Pachtakor Taschkent |
| 17.06.1962 | Tschernomorez Odessa         | 0:1       | Dynamo Moskau       |
| 17.06.1962 | Daugava Riga                 | 4:2 n. V. | Lokomotive Moskau   |
| 17.06.1962 | Dinamo Kirowabad             | 1:0       | Neftjanik Baku      |
| 17.06.1962 | Dinamo Tiflis                | 4:3       | Torpedo Kutaissi    |
| 17.06.1962 | Krylja Sowetow Kuibyschew    | 3:1       | Moldova Kischinjow  |
| 17.06.1962 | Lokomotive Tscheljabinsk     | 1:2 n. V. | Awangard Charkow    |
| 17.06.1962 | Lokomotive Gomel             | 0:3       | Spartak Jerewan     |
| 17.06.1962 | Schachtjor Donezk            | 2:1       | Zenit Leningrad     |
| 17.06.1962 | SKA Nowosibirsk              | 1:4       | Torpedo Moskau      |
| 17.06.1962 | Torpedo Taganrog             | 2:0       | FK Žalgiris Vilnius |
| 17.06.1962 | Snamja Truda Orechowo-Sujewo | 3:1       | Dynamo Leningrad    |
| 29.06.1962 | Trud Woronesch               | 1:2       | SKA Rostow          |

### Achtelfinale
Der amtierende Meister der Saison 1961 stieg in dieser Runde ein.
| Datum      |                              | Ergebnis |                           |
| ---------- | ---------------------------- | -------- | ------------------------- |
| 24.06.1962 | Snamja Truda Orechowo-Sujewo | 3:2      | Spartak Moskau            |
| 10.07.1962 | Awangard Charkow             | 0:1      | Schachtjor Donezk         |
| 10.07.1962 | Dinamo Kirowabad             | 2:1      | Dynamo Kiew               |
| 10.07.1962 | Dynamo Moskau                | 3:0      | SKA Odessa                |
| 10.07.1962 | SKA Rostow                   | 5:0      | Belarus Minsk             |
| 10.07.1962 | Spartak Jerewan              | 5:0      | Krylja Sowetow Kuibyschew |
| 10.07.1962 | Torpedo Taganrog             | 0:4      | Daugava Riga              |
| 11.07.1962 | Torpedo Moskau               | 2:0      | Dinamo Tiflis             |

### Viertelfinale
| Datum      |                              | Ergebnis |                  |
| ---------- | ---------------------------- | -------- | ---------------- |
| 31.07.1962 | Dynamo Moskau                | 4:0      | SKA Rostow       |
| 31.07.1962 | Spartak Jerewan              | 2:1      | Daugava Riga     |
| 31.07.1962 | Snamja Truda Orechowo-Sujewo | 1:0      | Dinamo Kirowabad |
| 02.08.1962 | Schachtjor Donezk            | 4:1      | Torpedo Moskau   |

### Halbfinale
| Datum      |                              | Ergebnis |                   |
| ---------- | ---------------------------- | -------- | ----------------- |
| 05.08.1962 | Dynamo Moskau                | 0:2      | Schachtjor Donezk |
| 06.08.1962 | Snamja Truda Orechowo-Sujewo | 1:0      | Spartak Jerewan   |

### Finale
| Paarung                      | Schachtjor Donezk – Snamja Truda Orechowo-Sujewo |
| Ergebnis                     | 2:0 (2:0) |
| Datum                        | 11. August 1962 |
| Stadion                      | Olympiastadion Luschniki, Moskau |
| Zuschauer                    | 104.000 |
| Schiedsrichter               | Wladimir Chodin |
| Tore                         | 1:0 Walentin Sapronow (5.) 2:0 Witali Saweljew (6.) |
| Schachtjor Donezk            | Boris Strelkow – Nikolai Golowko, Gennadi Snegirjow, Wjatscheslaw Aljabjew – Dimitri Miserny, Wladimir Salkow – Anatoli Rodin, Juri Sacharow (70. Oleg Kolossow) – Witali Saweljew, Wladimir Sorokin, Walentin Sapronow Cheftrainer: Oleg Oschenkow                                  |
| Snamja Truda Orechowo-Sujewo | Anatoli Chomjakow (46. Wadim Nikiforow) – Wassili Tschawkin, Wiktor Ischutin, Anatilo Chorlin – Wiktor Woropajew, Juri Balaschow – Michail Sacharow, Wjatscheslaw Leonidow – Anatoli Pimenow, Nikolai Scharow (75. Juri Nikiforow), Jewgeni Krylow Cheftrainer: Alexander Iljitschow |
| Besonderheiten               | Wladimir Sorokin verschießt Elfmeter (90.) |